# Пожидаев, Дмитрий Петрович
Дми́трий Петро́вич Пожида́ев (1913 — 1989) — советский дипломат. Чрезвычайный и полномочный посол.

## Биография
Член РКП(б). Окончил Высшую дипломатическую школу МИД СССР (1955). С 1938 года сотрудник 5 (иностранного) отдела ГУГБ НКВД СССР, лейтенант ГБ. На дипломатической работе с 1939 года.
- В 1939—1941 годах — сотрудник полпредства СССР во Франции.
- В 1941—1943 годах — сотрудник посольства СССР в Иране и вице-консул СССР в Маку.
- В 1943—1944 годах — на ответственной работе в центральном аппарате НКИД СССР.
- В 1944—1946 годах — помощник заместителя народного комиссара иностранных дел СССР.
- В 1946—1948 годах — заместитель заведующего, и.о. заведующего I Европейским отделом МИД СССР.
- В 1948—1953 годах — советник посольства СССР в Бельгии.
- В 1953—1955 годах — слушатель ВДШ МИД СССР.
- В 1952—1954 годах — советник МИД СССР.
- В 1955—1956 годах — советник посольства СССР в Италии.
- В 1956—1957 годах — советник-посланник посольства СССР в Италии.
- С 7 сентября 1957 по 11 октября 1958 года — чрезвычайный и полномочный посол СССР в Швейцарии[1].
- С 11 октября 1958 по 20 июля 1962 года — чрезвычайный и полномочный посол СССР в Марокко[2].
- В 1962—1965 годах — заведующий I Африканским отделом МИД СССР.
- С 16 июня 1965 по 29 августа 1967 года — чрезвычайный и полномочный посол СССР в Объединённой Арабской Республике[3].
- В 1968—1974 годах — на ответственной работе в центральном аппарате МИД СССР.
- С 10 июля 1974 по 28 января 1980 года — чрезвычайный и полномочный посол СССР в Бурунди[4].

С 1980 года — в отставке.
Похоронен на Донском кладбище.

## Награды
- орден Трудового Красного Знамени (5 ноября 1945)
- орден Красной Звезды (3 ноября 1944)
- орден Знак Почёта (30 октября 1954; 22 октября 1971)[5][6]